# Enniscorthy
Enniscorthy (en gaèlic irlandès Inis Córthaidh) és una vila d'Irlanda, al comtat de Wexford, a la província de Leinster. És la segona vila més gran del comtat.

## Història
Sembla que l'indret és habitat des del 465. Cap al 1205 s'hi construí un castell Hiberno-Normand que pertanyia als DePrendergasts i on hi va viure un temps el poeta Edmund Spenser. L'indret protagonitzà diversos enfrontaments contra Oliver Cromwell i durant la rebel·lió irlandesa de 1798, durant la qual Beauchamp Bagnell Harvey fou proclamat president de la República de Wexford. Als enfores de la vila va tenir lloc el 21 de junt de 1798 la batalla de Vinegar Hill (Cnoc Fhiodh na gCaor).
Durant l'aixecament de Pasqua de 1916 un grup de 600 voluntaris es va unir a James Connolly, i encapçalats per Robert Brennan, Seamus Doyle i J R Etchingham van tallar la línia de ferrocarril i ocuparen bona part de la vila fins que els informaren de la rendició de Patrick Pearse.

## Agermanaments
- Gimont

## Personatges
- Wallis Bird, músic.
- Gerard Whela, escriptor.
- Colm Tóibín, escriptor